# Smuga kondensacyjna

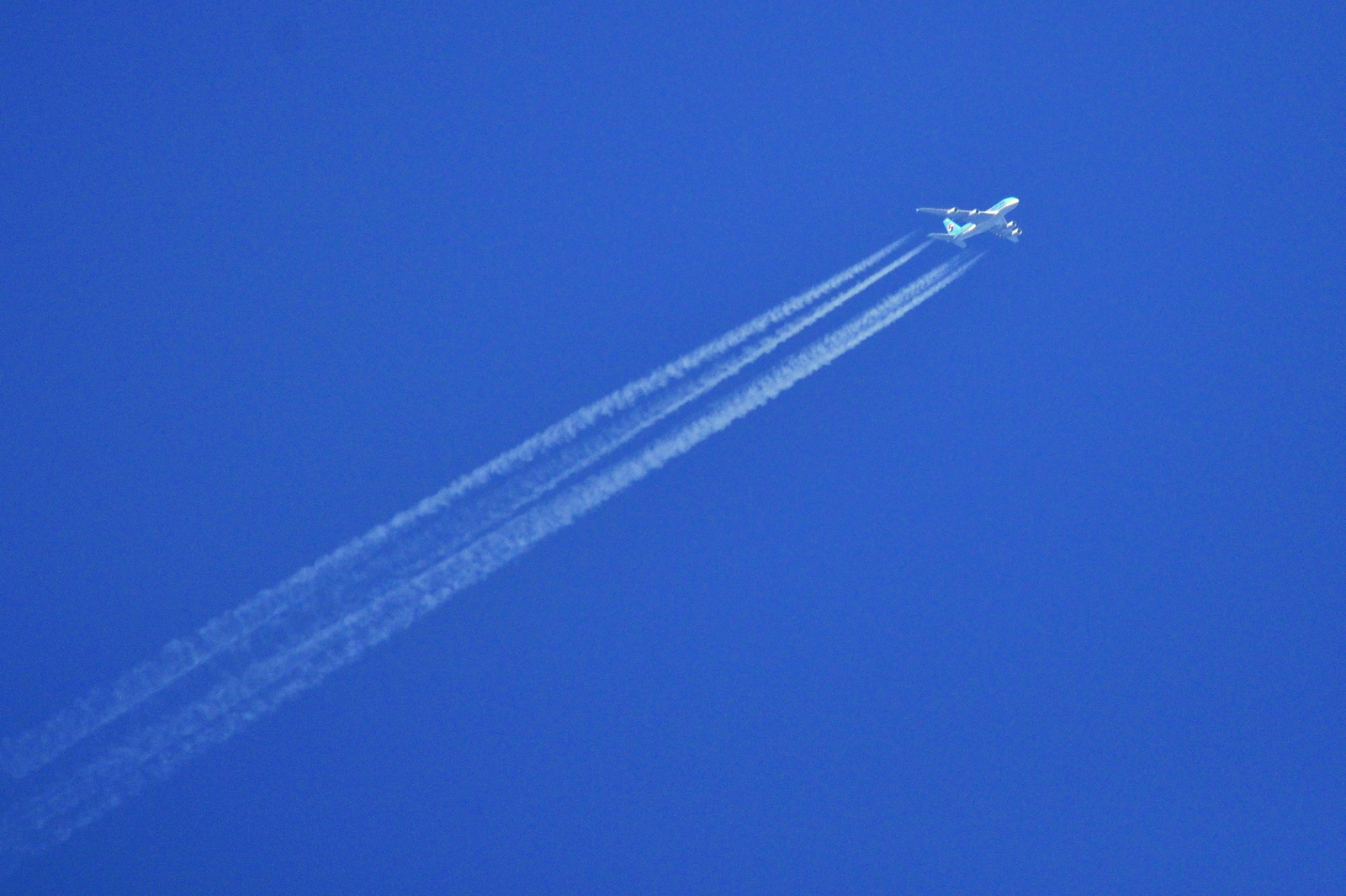
Smugi kondensacyjne wytworzone w górnej drodze lotniczej przez samolot Airbus A380

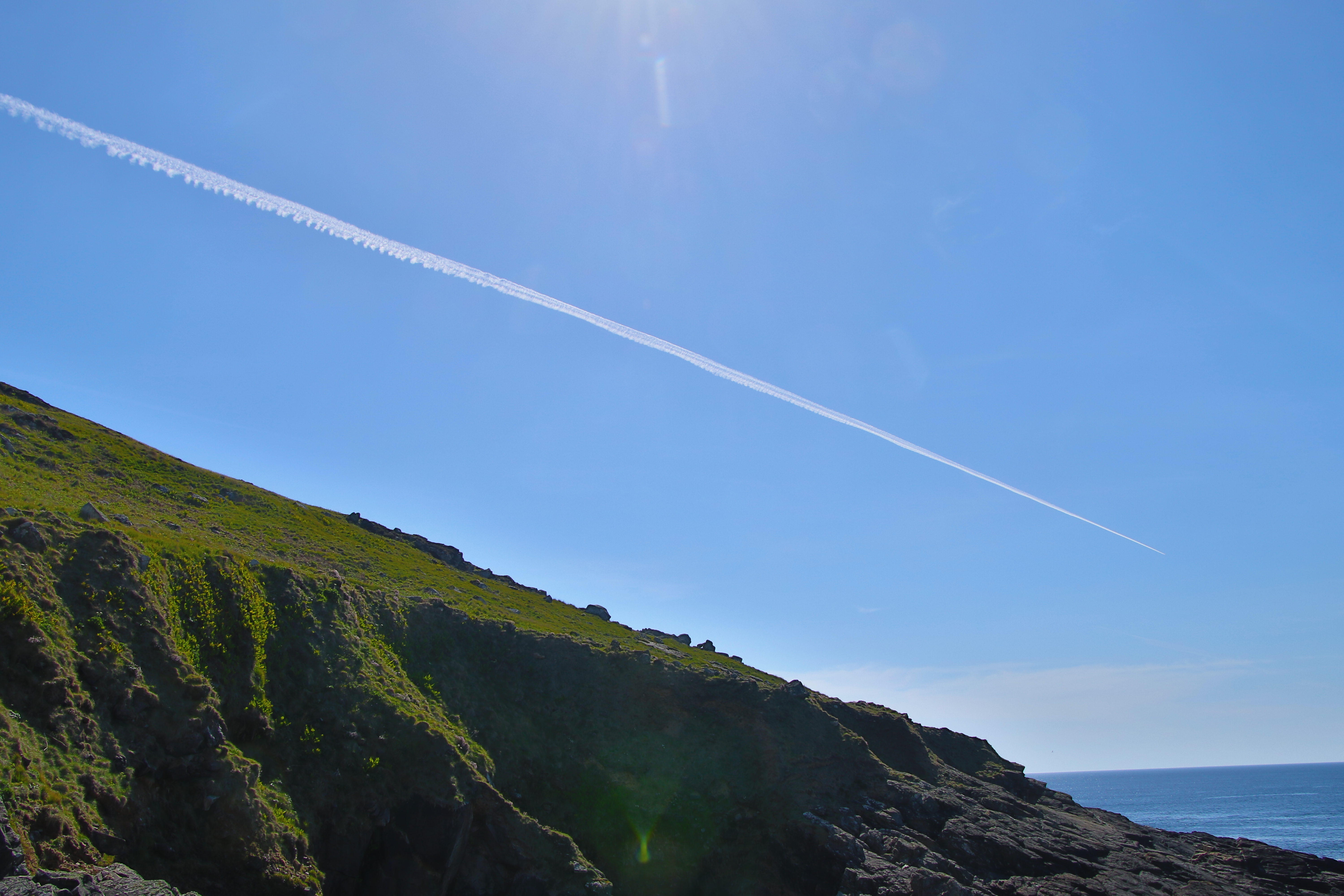
Smuga samolotu

Smuga kondensacyjna – chmury typu cirrus w postaci długich linii, powstająca najczęściej za samolotem odrzutowym lecącym w górnej troposferze i dolnej stratosferze, zazwyczaj na wysokości między 8 a 15 km nad ziemią. Może utrzymywać się do kilku godzin a nawet dni.
Wystąpić może także za samolotem o napędzie śmigłowym, jeśli tylko zaistnieją ku temu odpowiednie warunki.

## Mechanizm powstawania

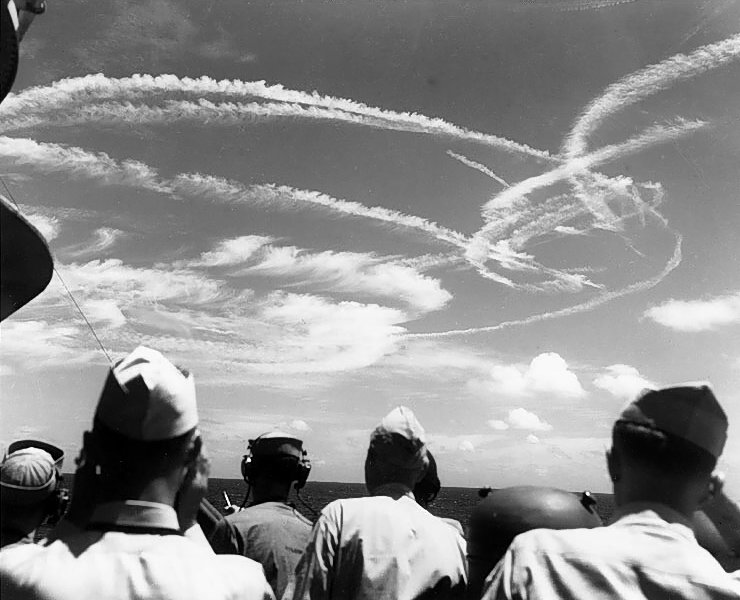
Smugi kondensacyjne powstałe w pobliżu Filipin podczas bitwy 19 czerwca 1944

Silniki lotnicze emitują parę wodną, dwutlenek węgla (CO2), niewielkie ilości tlenków azotu (NOx), węglowodory, tlenek węgla, tlenki siarki oraz cząstki sadzy powstałe w wyniku spalania w wysokiej temperaturze paliwa lotniczego. Spośród tych emiterów do tworzenia się smug przyczynia się  głównie para wodna, gazowe związki siarki, ponieważ prowadzą do powstawania jąder kondensacji, które są konieczne do tworzenia kropelek wody. Jądra kondensacji mogą być już obecne w powietrzu lub pochodzić ze spalin. Wszystkie pozostałe emisje silników są uważane za nieistotne dla tworzenia się smug.
Powietrze zawsze zawiera pewną ilość pary wodnej. Im wyższa jest temperatura powietrza, tym zawartość wody może być większa, spaliny zawierają znaczną ilość pary wodnej. Spaliny po wylocie z silnika stygną w wyniku mieszania się z otaczającym powietrzem i promieniowania. Jeśli temperatura powietrza zawierającego parę wodną spada poniżej temperatury punktu rosy, powstaje nadmiar pary wodnej i w efekcie tego nadmiar pary wodnej kondensuje jako krople wody lub kryształki lodu, które są widoczne w postaci chmury. Do kondensacji pary potrzebne są jądra kondensacji, czyli zawieszonych w powietrzu stałych lub ciekłych cząstek, na których mogłyby się tworzyć zaczątki kropel wody. W czystym środowisku pozbawionym jąder kondensacji zjawisko kondensacji nie może zajść. Występuje wówczas zjawisko przechłodzenia. Gdy tylko pojawia się aerozol, w tym przypadku spaliny samolotu, para wodna błyskawicznie skrapla się i natychmiast zamarza tworząc drobne kryształki lodu, tworząc chmurę pierzastą. Zjawisko przechłodzenia pary wodnej w atmosferze jest możliwe, ponieważ na tak duże wysokości docierają tylko śladowe ilości pyłów. 
W zależności od wilgotności względnej powietrza przez które przelatuje samolot, smugi parują szybko  gdy otaczającym je powietrzu para wodna nie jest nasycona albo utrzymują się i rosną, gdy para jest przesycona. Wylot silnika odrzutowego dostarcza tylko niewielką część wody, która tworzy lód w długo utrzymujących się smugach. Trwałe smugi kondensacyjne składają się głównie z wody naturalnie występującej wzdłuż toru lotu samolotu.

## Smugi kondensacyjne w klasyfikacji chmur

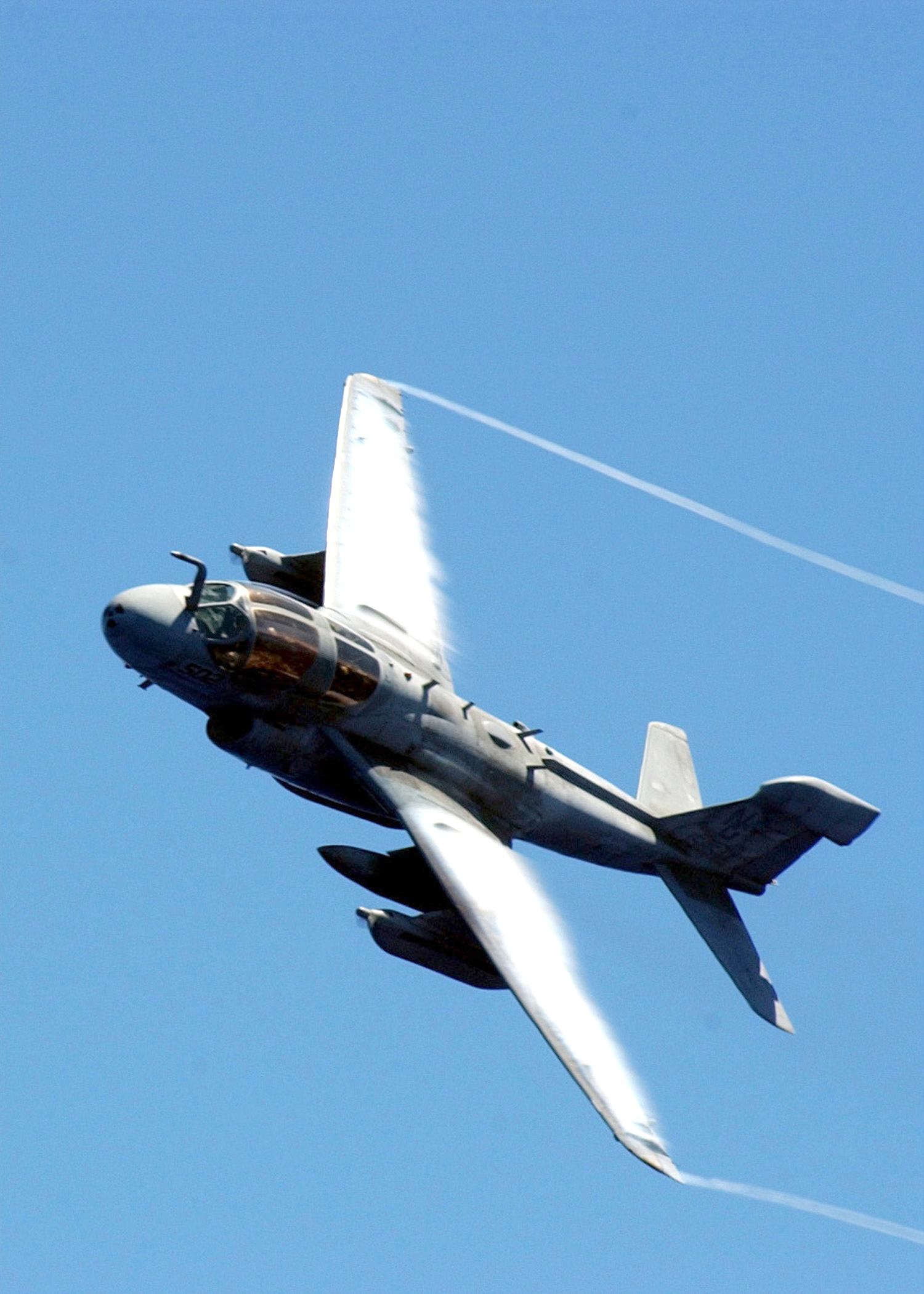
„Kuzynki” smug kondensacyjnych powstające przy końcach skrzydeł, oraz obłok kondensacyjny nad skrzydłami.

Smugi kondensacyjne z czasem stają się nieodróżnialne od naturalnie powstałych chmur pierzastych cirrus. Światowa Organizacja Meteorologiczna stwierdza, że smugi które utrzymują się powyżej 10 minut mogą być określane terminem Cirrus homogenitus (od łac. homo+genitus, „stworzone przez człowieka”). Długo utrzymujące się smugi, które pod wpływem wiatrów rozprzestrzeniają się na większy obszar nieba, przybierają formy chmur cirrus, cirrostratus i cirrocumulus; można je wówczas określać nazwą rodzaju i gatunku z epitetem homomutatus, np. Cirrus fibratus homomutatus.

## „Kuzynki” smug kondensacyjnych
Zjawiskiem zbliżonym do smug kondensacyjnych, lecz o innym mechanizmie powstawania, są tzw. „kuzynki” smug (ang. contrail cousins), powstające w wyniku nagłego obniżenia ciśnienia powietrza, przekroczenia punktu rosy i kondensacji pary wodnej w postaci drobnych kropli np. przy końcach skrzydeł. Pojawiające się białe smugi (chmur kondensacyjnych) są krótkotrwałe, gdyż po wyrównaniu ciśnienia kropelki wody natychmiast odparowują, powracając do postaci niewidocznej dla oka pary wodnej.